# Warcraft Adventures: Lord of the Clans
Warcraft Adventures: Lord of the Clans — отменённая компьютерная игра в жанре графического квеста, которую совместно разрабатывали американская компания Blizzard Entertainment и американо-российская студия Animation Magic с 1996 по 1998 год. Действие Warcraft Adventures происходит в вымышленной вселенной Warcraft вскоре после событий игры Warcraft II: Beyond the Dark Portal; главный герой, орк по имени Тралл, пытается объединить племена орков, после проигранной войны живущие в резервациях под властью победителей-людей. Игровой процесс Warcraft Adventures должен был быть схож с другими графическими квестами того времени — при помощи интерфейса «укажи и щелкни» игрок мог исследовать мир, решать головоломки и взаимодействовать с другими персонажами.

## Сюжет
Тралл (англ. Thrall — раб) сын вождя клана Снежных волков. Тралл теряет своих родителей в младенчестве: их убивают по приказу Гул’дана — орочьего чернокнижника, который привёл орков в Азерот.
Его находит в лесу человек — генерал Блэкмур и решает взять его к себе и вырастить, чтобы он стал воином и сражался на арене. Траллу было всего несколько недель отроду, когда был отдан семье помощника Блэкмура, чтобы та растила его, пока он не будет в состоянии обучаться военному искусству.

## Персонажи
Тралл был озвучен Клэнси Брауном, Оргрим Молот Рока — Питером Калленом, а Дрек’Тар — Тони Джейем. Дополнительные голоса были дублированы Биллом Роупером. Голоса других героев игры озвучены неизвестными актёрами.

## Разработка
Идея Warcraft Adventures возникла в 1996 году, когда Capitol Multimedia, компания-партнёр Blizzard Entertainment, предложила создать графический квест по вселенной Warcraft; для этого была привлечена студия Animation Magic — в то время дочерняя компания Capitol Multimedia. В то время как сама головная студия Blizzard Entertainment в Ирвайне занималась вопросами геймдизайна и общего руководства, программная часть и графика игры были поручены соответственно бостонскому и санкт-петербургскому подразделениям Animation Magic, а анимация заставок — южнокорейской студии Toon-Us-In. При создании игры разработчики руководствовались консервативным подходом в духе студии LucasArts и таких её игр, как The Dig или Full Throttle.
Хотя разработчики первоначально планировали выпустить игру в конце 1997 году, её разработка затянулась — это было связано как с недостатком опыта в разработке графических квестов, так и с самой организацией разработки, участники которой находились в разных странах. В феврале 1998 году Blizzard, сочтя, что игра в текущем состоянии не соответствует «высоким стандартам качества», наняла геймдизайнера Стивена Мерецки, поручив ему переделать игру без существенного изменения графической части: к этому времени игра уже находилась на поздней стадии разработки, и в неё были вложены слишком большие средства. План, составленный Мерецки, требовал новых значительных затрат, и в конечном счете Blizzard вовсе отменила близкий к окончанию проект после полутора лет разработки.
Во время разработки игра привлекала большое внимание прессы и сообщества игроков, и сообщение об отмене игры вызвало отрицательные отзывы. Сценарий невыпущенной игры в был переработан в роман «Warcraft: Повелитель кланов» писательницы Кристи Голден, опубликованный в 2001 году, и послужил основой для создания ещё одной игры во вселенной Warcraft — Warcraft III: Reign of Chaos. Некоторые элементы сюжета и персонажи, первоначально созданные для Warcraft Adventures, позже были включены в многопользовательскую игру World of Warcraft и фильм «Варкрафт». В 2016 году, спустя 18 лет после остановки разработки, предрелизная версия игры была выложена на форум Scrolls of Lore. Обозреватели высоко отозвались о визуальной части игры, но отрицательно оценили геймплей, устаревший даже по временам разработки игры.

## Утечки
В марте 2010 на форуме игрового портала Absolute Games пользователем MAN-biker было выложено 20-минутное прохождение начала игры. Автор ролика утверждал, что у него имелась полная работоспособная beta-версия игры, хотя в ней и отсутствовали некоторые анимационные ролики. Позже на сервисе YouTube им было выложено дальнейшее прохождение игры.
В августе 2016 на сервисе YouTube пользователь «Reidorrr» выложил 18 анимационных внутриигровых роликов из данной игры, которые прежде считались либо утерянными, либо не сделанными. Чуть позже, 9 сентября 2016, «Reidor» выложил на форуме Scrolls of Lore полную предрелизную версию игры, с внутриигровыми роликами и рабочими документами.